# Рагуза (провинция)
Провинция Рагу́за (итал. Рrovincia di Ragusa, сиц. Рruvincia di Rausa) — провинция автономного региона Сицилия в Италии с населением 320 003 человек(на 31 декабря 2011 года).
Территория провинции составляет 1 614 км2 и разделена на 12 коммун. Занимает седьмое место среди провинций Сицилии по численности населения. Столица — город Рагуза. Является самой южной провинцией Сицилии.
Граничит с провинциями Сиракуза, Катания и Кальтаниссетта, на юге омывается Средиземным морем. Провинция образована 1927 году.
В 2002 году в список Всемирного наследия ЮНЕСКО внесены три города провинции — Рагуза, Модика и Шикли, вместе с регионом Валь-ди-Ното.

## География
Около двух третей территории провинции занимают Иблейские горы, средняя высота которых составляет от 400 до 600 метров над уровнем моря. Самые высокие пики не достигают 1000 метров и расположены на северной границе провинции. Высочайшими вершинами являются Монте-Лауро (986 м), Монте-Казале (910 м) и Монте-Арчибесси (906 м). Пьяна-ди-Виттория, единственная равнина в провинции расположена в западной части.
Геоморфология Иблейских гор разнообразна. Территория часто спускается к морю прогрессивными террасами и глубокими карьерами, расположенными на юге провинции. На побережье скалы из известняка уступают место пляжам и болотам, последние на сегодня все высохли.
По территории провинции протекают реки Ирминио (55 км), Дирилло (54 км), Телларо (45 км), Иппари (28 км), Фьюмара-ди-Модика (22 км), Теллезимо (14 км). Озеро Санта-Розалия в коммуне Рагуза и часть озера Дирилло в коммуне Монтероссо-Альмо имеют искусственное происхождение.
В древние времена вдоль побережья провинции было много болот, которые были осушены. В коммуне Испика сохранились естественные водоёмы — Пантано Лонгарини (солончак), Пантано Гариффи (пресное).
На юге побережье провинции омывает Средиземное море, между устьем реки Дирилло и Пантано Лонгарини. Между устьями Дирилло и Иппари находится длинный, песчаный пляж. Дальше, в направлении Пунта-Секка, побережье становится скалистым, чередуя небольшие пляжи и скалы. Между Марина-ди-Рагуза и Кава-д’Алигa побережье в основном песчаное и каменистое до Пунта-Релиджоне, с чередованием скал и небольших пляжей, таких как Сампьери, состоящих из мелкого золотистого песка. Между Поццалло и Пунта-Чирига снова преобладают песчаные пляжи. Напротив Пунта-Чирига находится остров Яннуццо и малый архипелаг Изола-дей-Порри
В южных и прибрежных районах провинции, как правило, выпадает мало осадков. В горных районах осенью, зимой и весной выпадает много осадков. В провинции нет метеостанций.
На территории провинции находятся 5 заповедников и природных парков: Пино д’Алеппо, Маккья-Фореста-дель-Фьюме-Ирминио, Кава Ранделло, Калафорно, Пантани делла Сичилья Суд-Ориентале

## История
Официальные границы и административная автономия провинции Рагуза были созданы в 1927 году, в «фашистскую эру», но история самого места тесно связана с исторической судьбой всей Сицилии. Здесь стоянки доисторического человека соседствуют с руинами древнегреческих колоний, а археологические памятники эллинистического и древнеримского периодов с памятниками византийской культуры и средневековья.
В районе Фонтана Нуова, возле Марина ди Рагуза, была открыта крупнейшая на Сицилии стоянка доисторического человека. В пещере были найдены скребки и лезвия из камня, чей возраст датируется 30.000 лет до н. э. В Рагузе, Кава-де-Испика и Кава-Ладзаро обнаружены археологические свидетельства горных работ, связанных с «кастеллучской» культурой, а в районе Монте-Арчибесси — многочисленные укрепленные поселения (крепости) бронзового и железного веков.
В исторические времена, племенами сиканов и сикулов на этой территории были основаны древнейшие большие поселения, из которых известны Мотика и Ибла Эрайа. Но появление здесь первых городов связано с торговой деятельностью финикийцев и древних греков, колонизировавших регион, начиная с VIII в. до н. э. Ими были основаны, в частности, Камарина, Касменаи и Акриллаи. Древние римляне основали провинцию Сицилия, но их длительное нахождение на острове (241 г. до н. э. — 440 г. н. э.) не оставило на территории региона значительных следов. Затем последовали вторжения вандалов и готов.
Остготы под предводительством Теодориха в 491 году захватили Сицилию, но в 535 году византийцы под предводительством Велизария присоединили остров к Византии. В 549 году остготы под предводительством Тотилы попытались вернуть территорию и в течение двух лет контролировали часть острова, пока в 551 году они не были окончательно изгнаны византийцами из Сицилии.
О правлении византийцев (535—830) в регионе свидетельствуют несколько часовен и пещерных церквей. Арабы, господствовавшие на Сицилии между IX и XI веками, способствовали экономическому развитию острова, которое продолжилось и в последовавшее за ними правление норманнов, способствовавших значительному культурному развитию Сицилии.
Короткое правление королей из Анжуйской династии закончилось в 1282 году восстанием, известным, как «Сицилийская вечерня». Новый король, Петр III Арагонский основал на территории современной провинции два графства, Рагуза и Модика. В 1296 году эти графства были объединены династическим браком между Манфреди Кьярамонте и Изабеллы Моска, ставшими графом и графиней Рагузы и Модики. Графство Модика, примерно совпадавшее с границами современной провинции, появилось 25 марта 1296 года, когда Фредерик III Арагонский даровал в награду Манфреди Кьярамонте, титул графа Модики и сеньора Рагузы, Каккамо, Шикли, Гульфи, Поццалло и Спаккафорно (прежнее название Испики).
Со временем феод Кьярамонте стал административной единицей полностью независимой от Королевства Сицилии. На его территории действовали суды трёх уровней (в том числе апелляционный, которого не было даже в Палермо), губернатор, администраторы для единичных поселений (коммун), хорошо организованные муниципальная и графская полиции. С 1392 по 1457 годы феод включал в себя города (входящие в современную провинцию) Акате (Бискари до 1930 года), Комизо, Испика и Санта-Кроче-Камерина. Это было время правления графов Берната Кабрера и его сына Джованни Бернардо. Последний, в связи с долгом в 60.000 флоринов, продал часть территории феода. Таким образом, между 1453 и 1457 годами, Комизо перешёл к Назелли, Джарратана к Сеттимо, Испика к Карузо-Стателла, Санта-Кроче к Челестре, Акате к Патерно̀-Кастелло. Однако ещё длительное время феод включал в себя Каккамо, Калатафими и Алькамо, города на западе Сицилии, пока последние два не были присоединены к королевскому домену в 1802 году и вошли в графство Модика.
Символы провинции Рагуза
В 1607 году был основан город Виттория в честь благородной дамы Виттории Колонна, жены Людовика III Энрикес де Кабрера, графа Модики с 1596 года. В 1693 году страшное землетрясение в провинции Валь-ди-Ното разрушило многие деревни и города на острове, включая Шикли, Рагузу, Кьярамонте, Испику, Модику, Витторию и многие другие. Жертвами этого землетрясения стали около 60.000 человек. Оно уничтожило многие свидетельства прошлых эпох и цивилизаций. Однако, проведённая реконструкция привнесла новый блеск в регион, оставив большое число шедевров архитектуры в стиле барокко.
В начале XX века среди жителей региона получили распространение социалистические идеи, но в середине 1920-х годов здесь уже господствовали фашистские организации. В 1927 году, благодаря политической деятельности Филиппо Пеннавария (члена местной фашистской ячейки), Рагуза получила статус столицы провинции за счет понижения статуса Модики, бывшей в течение 600 лет четвёртым по величине городом на Сицилии по важности и численности населения, после Палермо, Катании и Мессины. При создании провинции численность населения Рагузы и Модики была почти одинаковой. Рагуза, став столицей провинции, превратилась в важный экономический и промышленный центр.
Во время Второй мировой войны регион, начиная с 1942 и на протяжении всего 1943 года, как и весь остров, подвергался частым бомбардировкам. Это было связано с наличием здесь военных аэродромов в Комизо, Виццини и Джела. В 1943 году после высадки на Сицилии англо-американского десанта регион стал частью театра военных действий. Вскоре после войны территория провинции была полностью восстановлена.

## Политика
Административно провинция Рагуза подразделяется на 12 коммун:
| Коммуна              | Население (чел) | Плотность (км²) |
| -------------------- | --------------- | --------------- |
| Акате                | 10 192          | 101,40          |
| Кьярамонте-Гульфи    | 8297            | 126,00          |
| Комизо               | 30 569          | 64,93           |
| Джарратана           | 3158            | 43,47           |
| Испика               | 15 573          | 113,5           |
| Модика               | 55 328          | 290,77          |
| Монтероссо-Альмо     | 3191            | 56,30           |
| Поццалло             | 19 378          | 14,94           |
| Рагуза               | 74 018          | 442             |
| Санта-Кроче-Камерина | 10 160          | 40,76           |
| Шикли                | 26 550          | 137,57          |
| Виттория             | 63 589          | 181,31          |

## Население
Население провинции Рагуза составляет 318 478 человек. По численности населения провинция занимает седьмое место среди провинций Сицилии и четвёртое место по плотности населения, которая составляет 197,3 чел./км².
Столица провинции, город Рагуза, занимает седьмое место по плотности населения среди столиц провинций (167 чел./км²). С 1982 до 2001 год население провинции выросло на 7,6 %, или 20 811 человек.
Из одиннадцати коммун провинции, численность населения в коммунах Виттория и Модика превышает 50 000 человек, в остальных коммунах население варьируется от 3000 до 30 000 человек. Наименее населённой коммуной является Джарратана, а самой густонаселенной — Поццалло с плотностью населения 1,230.05 чел./км². Поццалло также является наименьшим населенным пунктом с площадью всего 14,94 км².
Население провинции, территория которой некогда входила в состав графства Модика говорит на рагузанском диалекте сицилийского языка.

## Экономика
Одной из развитых ветвей экономики провинции является туризм. В дополнение к культурному туризму, который помимо городских памятников архитектуры в стиле барокко, включает также археологические памятники в Камарине и Казмене, было начато строительство курортной зоны. В рамках этого проекта за последние пятнадцать лет были построены несколько туристических деревень и проведена инфраструктура. Климат в регионе позволяет купаться в море, по крайней мере, шесть месяцев в году. Предстоящее открытие аэропорта в Комизо поспособствует дальнейшему развитию этого вида туризма.
Туристические маршруты: Кава д'Испика, (словом кава (сиц. cava) на юге-востоке Сицилии называют глубокие ущелья, по дну которых протекают реки, берущие начало в Иблейских горах) ущелье протяженностью 10 км, в котором помимо прекрасных пейзажных видов, можно проследить за развитием цивилизаций в регионе с доисторических времен; здесь есть некрополь древнего племени сикулов, катакомбы первых христиан, византийские часовни и средневековые поселения; Кастелло ди Доннафугата, единственный замок провинции, находящийся на попечении коммуны Рагуза, и в котором проводятся экскурсии для туристов; возведённый арабами, он был перестроен в готическом стиле, а после в стиле ренессанс; замок находится в 20 км к юго-западу от Рагузы; в библиотеке замка хранится около 4.000 томов, на прилегающей территории разбит парк.

## Транспорт
До 2010 года на территории провинции не было автомагистралей, хотя, с конца 60-х годов XX века существовал проект создания шоссе Сиракузы-Гела, работы по которому шли медленно и с длинными перерывами. Шоссе было построено только между Сиракузы и Розолини. Строительные работы остановились в километре от границы провинции. Планируется продолжить строительство остальной части шоссе от Розолини в Рагузу.
Шоссе 115, которое ведёт от Сиракуз, проходит через города провинции и направляется в Гелу. Шоссе 514 связывает Ругузу с Катанией. На той же линии, но через Монтероссо Альмо и Джарратана, Рагузу с Катанией связывает шоссе 194. Шоссе 25 связывает Рагузу с Марина-ди-Рагуза.
Провинцию пересекает железнодорожная линия Сиракузы-Гела-Каникатти, управляемая компанией Итальянские железные дороги (RFI). Её длина составляет немногим более 119 км пути. Маршрут, несмотря на модернизацию, остаётся дотационным. Линия проходит по извилистым и крутым склонам, связывает Рагузу с Сиракузой и Кальтаниссеттой, Палермо и Катанией.
Важным морским портом провинции является порт Поццалло, который помимо торгового судоходства и рыболовства, также имеет пассажирское сообщение с портами Мальты и Катании. В 2008 году порт Поццалло перевёз 1 521 095 тонн грузов и 166 406 пассажиров.
Другие порты провинции: Марина-ди-Рагуза, Скольитти, Донналуката и Пунта-Секка. Новый порт Марина-ди-Рагуза был открыт 3 июля 2009 года, имеет более 800 причалов и является одним из трёх центров для прогулочных яхт на Сицилии.
Главный аэропорт провинции, аэропорт Комизо был перестроен из заброшенной базы НАТО и открыт для гражданского транспорта 30 мая 2013 года. В провинции есть также четыре малых аэродрома: Джубильяна, Сорвольямо, Москито и Эльпифлай (оба под Марина-ди-Рагуза).

## Культура

### Образование
С 1997 года в городе Испика открыт и действует Лингвистический лицей им. Джона Кеннеди, основанный на базе бывшего Муниципального Лингвистического лицея, который, в свою очередь, был основан в 1979 году.
В провинции Рагуза нет своего университета, но для жителей провинции существуют курсы бакалавров в Университете Катании на факультетах сельского хозяйства, иностранных языков и литературы, политологии, медицины (хирургии) и права. Существует Университетский консорциум провинции Рагуза, образованный в 1995 году и курирующий научную и культурную деятельность в провинции. Одной из целей сообщества является основание четвёртого университета на острове в городе Рагуза.

### Архитектура
После разрушительного землетрясения 1693 года в Валь-ди-Ното по всей провинции началась активная реконструкция, плодом которой стало архитектурное наследие в стиле «сицилийского барокко» в городах Рагуза, Модика и Шикли, включённое ЮНЕСКО в список Всемирного наследия.
Известные церкви провинции: в Рагузе — Собор Сан Джованни Баттиста, Собор Сан Джорджо, Церковь Сан Джузеппе, Церковь Санта Мария делл'Итриа, Церковь Сантиссиме Аниме дель Пургаторио; в Модике — Собор Сан Джорджо, Собор Сан Пьетро, Церковь Сан Джованни Еванджелиста; Шикли — Церковь Сан Маттео, Церковь Сан Бартоломео, Церковь Санта Мария Ла Нова, Церковь Сан Джованни Еванджелиста; Кьярамонте-Гульфи — Базилика Санта Мария Ла Нова, Санктуарий Богоматери Гульфийской, Церковь Сан Джованни Баттиста, Церковь Сан Вито Мартире; Комизо — Церковь Санта Мария делле Стелле, Базилика Сантиссима Аннунциата; Джарратана — Базилика Сан Антонио, Церковь Сан Бартоломео; Испика — Базилика Санта Мария Маджоре, Церковь Сантиссима Аннунциата; Монтероссо-Альмо — Церковь Сан Джованни Баттиста; Виттория — Базилика Сан Джованни Баттиста, Церковь Санта Мария делле Грацие.
Известные замки провинции: Кастелло дель Принчипе ди Бискари (XV век), Кастелло дей Кьярамонте (XIII век), Кастелло ди Чичимия (XVI век), Башня Маццаронелло (XVI век), Кастелло дей Назелли д'Арагона (XVI век), Кастелло ди Терравеккья (XIII век), Фортилитиум дель Парко Форца (XII век), Кастелло дей Конти (XIII век), Торрета делл’Оролоджо (XIII—XVIII века), Кастелло да Казале (XIII век), Башня Кабрера (XVI век), Кастелло ди Доннафугата (XIV век), Кастелло Норманно в Рагузе (XI век), Башня Кабрера в Марина-ди-Рагуза (XVI век), Башня Вильена (XVI век), Башня Скаламбри (XVI век), Башня Меццо (XVII век), Замок «Каструм Магнум» (XIV век), Кастелло-дей-Тре-Кантони «Каструм Парвум» (XIV век), Кастелло ди Виттория (XVIII век).

### Археологические памятники
Археологические памятники: Кьярамонте-Гульфи — археологический памятник «Скорнавакке»; Комизо — мозаичные панно в древнеримских термах; Джарратана — археологический памятник «Казменаи», «Древнеримская вилла с мозаичными панно»; Испика — археологический парк «Форца э дель Фортилитиум»; Модика — археологический парк «Север Кава Испика», «Кава Ладзаро»; Рагуза — археологический парк «Камарина», археологический памятник «Ибла Эрайа», археологический памятник «Кастильоне ди Рагуза»; Санта-Кроче-Камерина — археологический парк «Каукана»; Монте Арчибесси — на территории находятся укрепленные поселения (крепости) бронзового и железного века, доисторические поселения, руины древнегреческих и древнеримских поселений, руины византийских и средневековых строений; Монте Казасиа — эллинистический некрополь VII—VI веков до н. э., гробницы в искусственных пещерах возле Монтероссо Альмо; Акриллаи — древнегреческая колония, основанная в VII веке до н. э. рядом с Кьярамонте-Гульфи в качестве военного форпоста на пути из Гелы и Агридженто; Пещера Требакке — археологический памятник монументальной погребальной архитектуры древнеримского и византийского периодов; Неолитическая стоянка в Фонтана Нуова недалеко от Марина ди Рагуза; «Средневековые Помпеи», на территории Терравеккья, древнего города в Джарратана.

### Музеи
В Кьярамонте-Гульфи находятся шесть небольших музеев, в том числе Музей нефти, Музей вышивки и Картинная галерея Джованни Де Вита. В Комизо находится Городской музей естественной истории, которой имеет более 7000 окаменелостей различных беспозвоночных и позвоночных животных четвертичного периода на Сицилии. В Модике — Дом-музей Сальваторе Квазимодо и Городской музей им. Франко Либеро Бельджорно, в котором собраны археологические находки эпохи палеолита, в том числе артефакты из пещеры в Кава Ладзаро, эпохи неолита из стоянки близ села Пирроне, и предметы начала нашей эры. Есть также экспонаты эпохи бронзового века из фракции Баравиталла в Кава д’Испика и Кава Ладзаро. В Рагузе — Иблейский археологический музей экспонирует археологические находки со всей территории провинции. Региональный археологический музей в Камарина экспонирует большую часть артефактов, найденных при раскопках древнегреческого города. Муниципальная коллекция Кармело Капелло, где представлены произведения местных скульпторов, подаренные ими городу в 1994 году. В Виттории — Муниципальный музей профессора Вирджилио Лаворе, Музей Итало Унгерезе, Музей сакрального искусства Монсеньора Федерико Ла Чина и Музей сельской культуры.

### Фестивали
В ноябре—декабре в Рагузе проходит Международный фестиваль органной музыки, программа которого состоит из 6 концертных вечеров органной музыки в стиле барокко, проходящих в церквях города. Иблейский джазовый фестиваль проводится в октябре в Рагузе-Ибла и длится неделю. В Модике проходит культурный фестиваль (в декабре) и фестиваль шоколада.
В Испике на Страстной недели со времени средневековья проходят процессии флагеллантов. В Рагузе широко отмечается праздник Святого Иоанна Крестителя, покровителя города и епархии Рагузы, а также праздник Святого Георгия, который проводится в последнее воскресенье мая.
В Комизо, кроме праздника Пасхи, который здесь называют Пачи и широко отмечают со времени испанского господства, также особенно ярко проводятся праздники Скорбящей Божией Матери, в честь которой освящён собор города, и Святого Бьяджо (Власия), покровителя города, торжества в честь которого проходят во второе воскресенье июля с 1693 года в память избавления Комизо от чумы и землетрясения. В этот день по улицам города проходит факельное шествие. В Кьярамонте Гульфи 23—24 июня проводится праздник Святого Иоанна Крестителя, покровителя города, а в воскресенье и третий вторник после Пасхи отмечается явление Гульфийской Божией Матери, главной покровительницы Кьярамонте. В Джарратана с конца июля по начало августа проходит праздник Снежной Божией Матери; здесь же уже 1000 лет отмечается праздник Святого Варфоломея, апостола. В Модике также отмечаются два больших церковных праздника: шествие Мадонны Ваза-Ваза в день Пасхи, которое проходит с середины XVIII века, и шествие Святого Петра (в июне). В Шикли торжественно отмечаются Пасха и день Святого Иосифа (в марте), а также в последнюю субботу мая праздник Милицейской Божией Матери. В этот день разыгрываются сцены сражений между норманнами и арабами за владение Сицилией. В Виттории, почти с самого основания города проходит торжественная процессия в Страстную Пятницу.
В провинции проходит ряд праздников, связанных с сельским хозяйством: в марте в Санта-Кроче-Камерина фестиваль цветов, в мае в Рагузе томатный фестиваль, 14 августа в Джарратана праздник лука, в августе в Поццалло рыбный фестиваль, в сентябре в Роккаццо и Кьярамонте Гульфи праздник винограда, в Педалино праздник урожая.

### Достопримечательности
| Фотография | Объект |
|            | Дуомо ди Модика — собор в Модике, построенный в стиле сицилийского барокко в конце XVIII века. В соборе находятся картины Джироламо Алибранди и Филиппо Паладини. Входит в список Всемирного наследия ЮНЕСКО.                                                                                    |
|            | Доннафугата — средневековый замок, построенный в XIV веке. В конце XX века замок приобрела коммуна Рагузы. Сохранены оригинальные мебель и обстановка. В художественной галерее замка находятся картины Луки Джордано.                                                                           |
|            | Понто Веккьо — старый мост, или мост Капуцинов, старейший мост в Рагузе над долиной Санта-Доменика; соединяет центр и юг города. Построен в начале 800 года. Мост иногда называют именем Джанбаттиста Оккипинти Скопетта, монаха-капуцина. Реставрировался в 1837—1843 и 1992 годах. Пешеходный. |

| Фотография | Объект |
|            | Дуомо ди Рагуза — собор в Рагузе, построенный архитектором Розарио Гальярди в стиле сицилийского барокко и неоклассицизма в конце XVIII века. В соборе находятся картины Вито Д’Анна, Антонио Манно, Джузеппе Треска, руины алтаря работы Антонелло Гаджини                                                     |
|            | Сан-Джованни-Баттиста — кафедральный собор в Рагузе. Входит в список Всемирного наследия ЮНЕСКО. Построен в начале XVIII века мастерами Джузеппе Рекуперо и Джованни Арчидьяконо. Кафедральный собор епархии Рагузы.                                                                                            |
|            | Иблейский сад — старейший из четырёх садов Рагузы. Вилла Рагуза была построена в 1858 году. Стоит на отроге скалы с видом на долину Ирминио. В центре сада памятник павшим в Первой мировой войне. На территории сада находятся несколько церквей. Рядом ведутся археологические раскопки древнего города Ибла. |

### В популярной культуре
С 1960-х годов провинция Рагуза, в частности Испика, избиралась в качестве места для съёмки многих фильмов о Сицилии. В 1960 году здесь проходили съёмки фильма «Развод по-итальянски» Пьетро Джерми. Этот фильм сделал известной Испику всей Италии. В 1974 году, снова в Испике, было снято несколько сцен фильма «Путешествие» Витторио Де Сика с Софи Лорен, Ричардом Бартоном, Серджо Бруни и Иэном Банненом. В 1984 году здесь же были сняты некоторые сцены из фильма «Хаос» братьев Тавиани. В 1995 году на площади Реджина Маргерита и в Палаццо Комунале Бруно ди Бельмонте снимал телесериал «Я больше не говорю» с Анной Бонаюто, Тони Сперандео, Лоренцей Индовиной и Даниэле Лиотти. В 2002 году Театр Витториа Колонна в Виттория послужил фоном для некоторых сцен фильма «Совет Египта» Эмидио Греко. В 2002 году Франко Баттиато в своём первом фильме «Былая любовь» использовал вид лоджии Санта Мария Маджоре, а в 2005 году в провинции были сняты некоторые сцены телевизионного детектива «Комиссар Монтальбано» по детективным романам Андреа Камиллери. Городские панорамы провинции попали в фильм «Леопард» Лукино Висконти.

### Кухня
В отличие от других провинций Сицилии, где меню состоит в основном из блюд на основе морепродуктов, кухня Рагузы ориентирована больше на блюда из мяса, молока, сыра, овощей и фруктов.
Некоторые блюда местной кухни: пастери по-рагузски (сиц. I pasteri), паштет из мяса овец и коз с сыром; рагузано, рагузский сыр из молока кобыл; кко макку (сиц. cco maccu), домашняя лапша, приправленная пастой из сушеных бобов (макку) и укропом; макароны а-пикурара (итал. pasta a picurara), макароны с соусом из лука и картофеля, сваренных в молоке и посыпанных овечьим сыром;
турчиньюна (сиц. I turciniuna), кишечник овец, обжаренный на сковороде; скачче (итал. Scacce), пирог в форме полумесяца, фаршированный колбасой или говяжьим фаршем, тушеным луком, вареными овощами и рагузским сыром; канноли (итал. Сannoli), сладости с творожным сыром и Мпанатигги (итал. Mpanatigghi), сладости из миндаля, телятины и шоколада.
Хорошо известен модиканский шоколад Какао появился в Модике в середине XVII века. Его привезли с собой иезуиты. Позднее здесь была открыта одна из первых шоколадных фабрик в Европе, действующая и ныне. На ней производится особый тип шоколада по рецепту ацтеков, привезённому из испанских колоний в Южной Америке.

## Спорт
Из-за экономических трудностей спортивные организации провинции не принимали участия в играх XIX Универсиады, проходивших на Сицилии. В 1968 году в Рагузе прошли отборочные матчи чемпионата Европы по баскетболу среди женщин.
Футбольные команды провинции: Унионе Спортива Рагуза (серия D, группа I), Модика Кальчо (группа B), А.С.D. Читта ди Виттория и Полиспортива Комизо. Мини-футбол представлен клубом A.S.D. Про Шикли, который в сезоне 2006—2007 года впервые прошёл в серию А.
Баскетбольные команды провинции: Нова Виртус Рагуза и Олимпия Комизо (обе в серии С1). В провинции есть также клуб регби, Рагуза-регби, основанный в 1967 году, и женская команда по настольному теннису Эмайя Виттория, побеждавшая на чемпионатах Италии 1991 и 1992 года.
Основным спортивным сооружением провинции является Стадио Альдо Кампо, стадион, расположенный в районе Сельваджо, в столице провинции. Он был построен в 1972 году и рассчитан на 3500 зрителей. На нём проводятся игры в футбол и регби. В этом же районе находится спортивный зал Паламинарди, также рассчитанный на 3500 человек. В нём проводятся игры в баскетбол, волейбол и соревнования по боевым искусствам. Среди других спортивных залов в провинции внимания заслуживают Палападуа в Рагузе на 2000 мест, Паламарсала в Рагузе на 500 мест и Паладаволос в Комизо на 620 мест.
Среди стадионов провинции второе место занимает городской стадион Виттории на 5000 мест, третье и четвёртое места занимают городские стадионы Модики на 2500 мест и Комизо на 1800 мест.
Уроженцами провинции являются спортсмены Джорджо Лученти (футболист), Сантино Коппа (тренер по баскетболу), Данило Наполитано (велосипедист), Лука Марин (пловец).

## Известные уроженцы и жители
- Джован Баттиста Одьема (1597—1660) — ученый.
- Томмазо Кампаилла[итал.] (1668—1740) — философ, поэт и врач.
- Джузеппе Де Лева Гравина[итал.] (1786—1861) — патриот, участник Рисорджименто.
- Мария Шинина́[итал.] (1844—1910) — блаженная.
- Роза Курчо (1877—1957) — блаженная.
- Бьяджо Паче[итал.] (1889—1955) — археолог.
- Сальваторе Квазимодо (1901—1968) — поэт, лауреат Нобелевской премии по литературе.
- Джорджо Ла Пира (1904—1977) — политик.
- Сальваторе Фьюме[итал.] (1915—1997) — художник.
- Джезуальдо Буфалино (1920—1996) — писатель.
- Пьеро Гуччоне[итал.] (род. 1935) — художник.
- Сальваторе Адамо (род. 1943) — певец и композитор.
- Анна Финоккьяро (род. 1955) — политик, сенатор.
- Аурелио Гримальди[итал.] (род. 1957) — сценарист и режиссёр.
- Валерия Соларино (род. 1978) — актриса.
- Франческо Кафизо[итал.] (род. 1989) — джазовый музыкант.